# Agoriinae
Agoriinae, es una subfamilia de pequeñas arañas araneomorfas, pertenecientes a la familia Salticidae.  Comprende tres tribus distribuidas por el sur de Asia y en Oceanía.

## Tribus
- Agoriini (1 género)
- Dioleniini (6 géneros)
- Piliini (2 géneros)
- incertae sedis (3 géneros: Efate, Leptathamas y Rarahu)